# Paronychia amani
Paronychia amani är en nejlikväxtart som beskrevs av Mohammad Nazeer Chaudhri. Paronychia amani ingår i släktet prasselörter, och familjen nejlikväxter. Utöver nominatformen finns också underarten P. a. minutiflora.